# Amblyomma cajennense
Amblyomma cajennense es una especie de garrapata dura del género Amblyomma, subfamilia Amblyomminae. Conocida también como garrapata corbata, garrapata overa, garrapata estrella y garrapata de Cayena, entre otros nombres. Fue descrita científicamente por Fabricius en 1787.
Se distribuye por Argentina, Belice, Bermudas, Bolivia, Brasil, Colombia, Costa Rica, Cuba, Ecuador, El Salvador, Guayana Francesa, Guatemala, Guyana, Honduras, Jamaica, México, Nicaragua, Panamá, Paraguay, Perú, Surinam, Trinidad y Tobago, Estados Unidos Unidos y Venezuela.
Ha habido debate sobre si A. cajennense es una sola especie o si es un complejo de especies. En la década de 1930, Maria Tonelli-Rondelli propuso que la variación morfológica dentro de la especie indicaba que se trataba de un complejo, mientras que en la década de 1950 se propuso que esta variación se debía a la variación normal entre individuos de una especie. Los análisis de biología molecular han indicado que A. cajennense es un complejo de especies.
Un estudio de 2014 afirma que Amblyomma cajennense se encuentra únicamente en la región amazónica de América del Sur, mientras que la especie reportada para la parte norte del valle interandino del Perú es A. interandinum, la especie presente desde Texas (EE. UU.) hasta el occidente de Ecuador es A. mixtum, la especie que se encuentra en la Cordillera Oriental de Colombia es A. patinoi, la especie asociada a las áreas secas de la región del Chaco que se extiende desde el centro-norte de Argentina hasta Bolivia y Paraguay es A. tonelliae, y la especie que se distribuye desde las áreas húmedas del norte de Argentina a las regiones contiguas de Bolivia y Paraguay y los estados costeros y centro-occidentales de Brasil es A. sculptum.

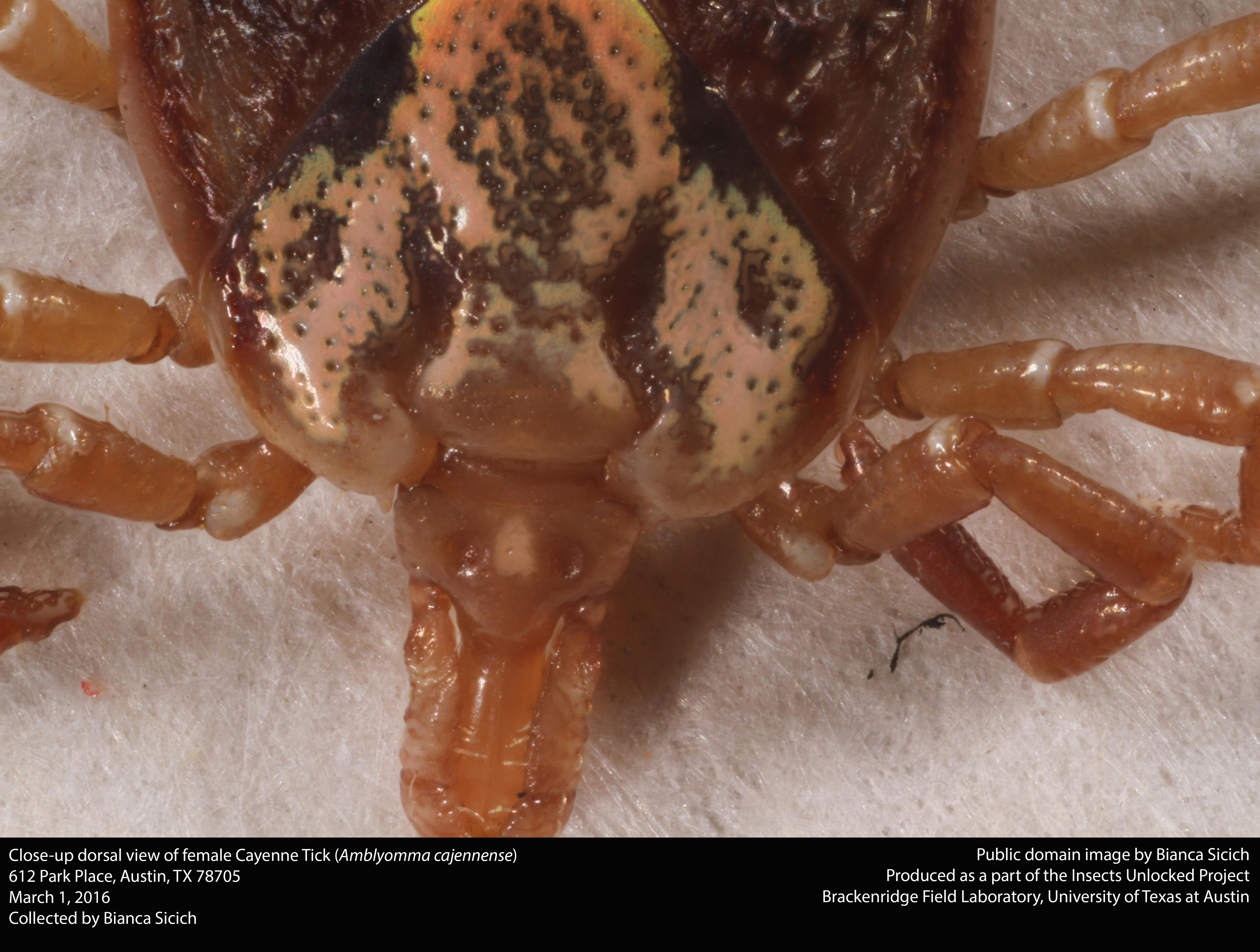
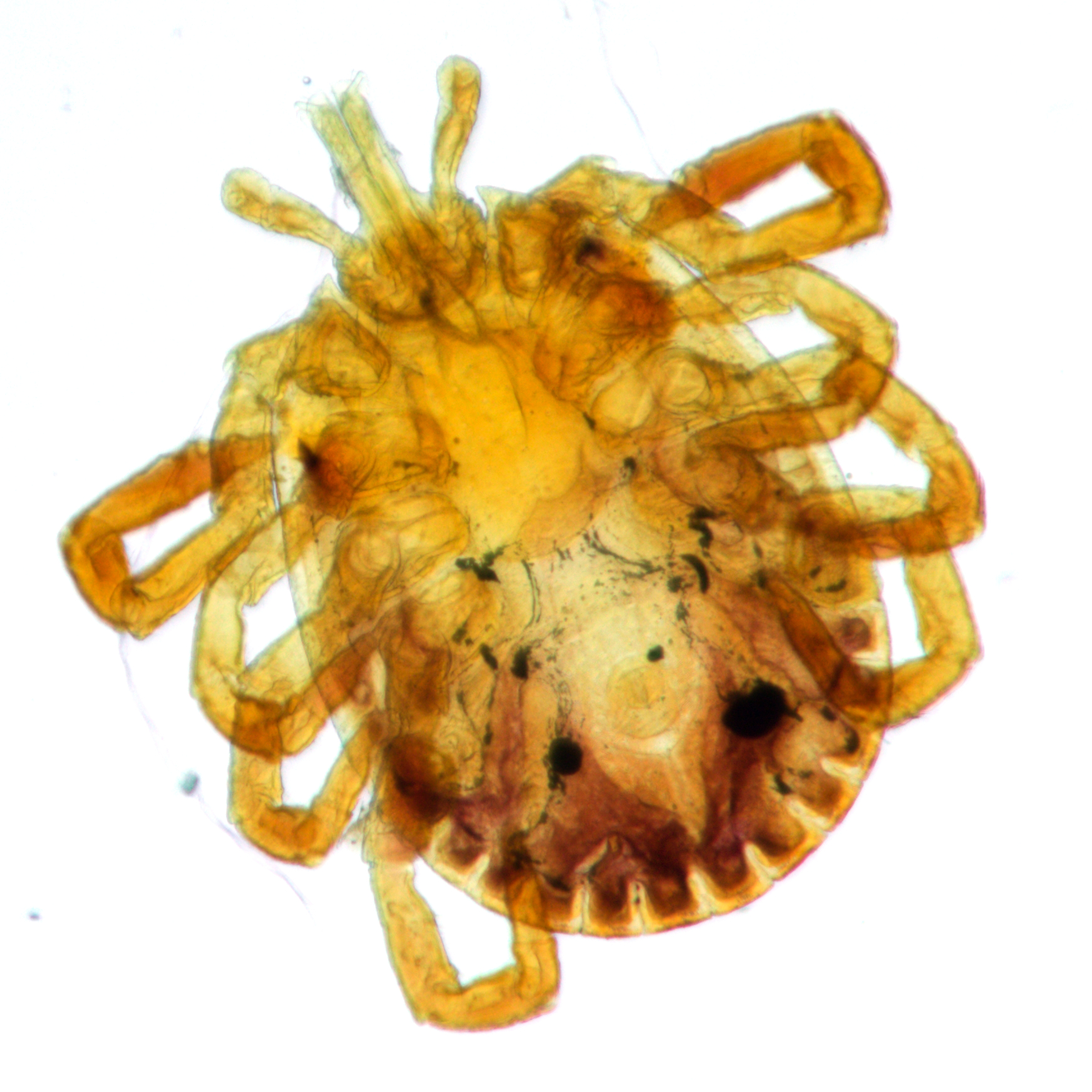
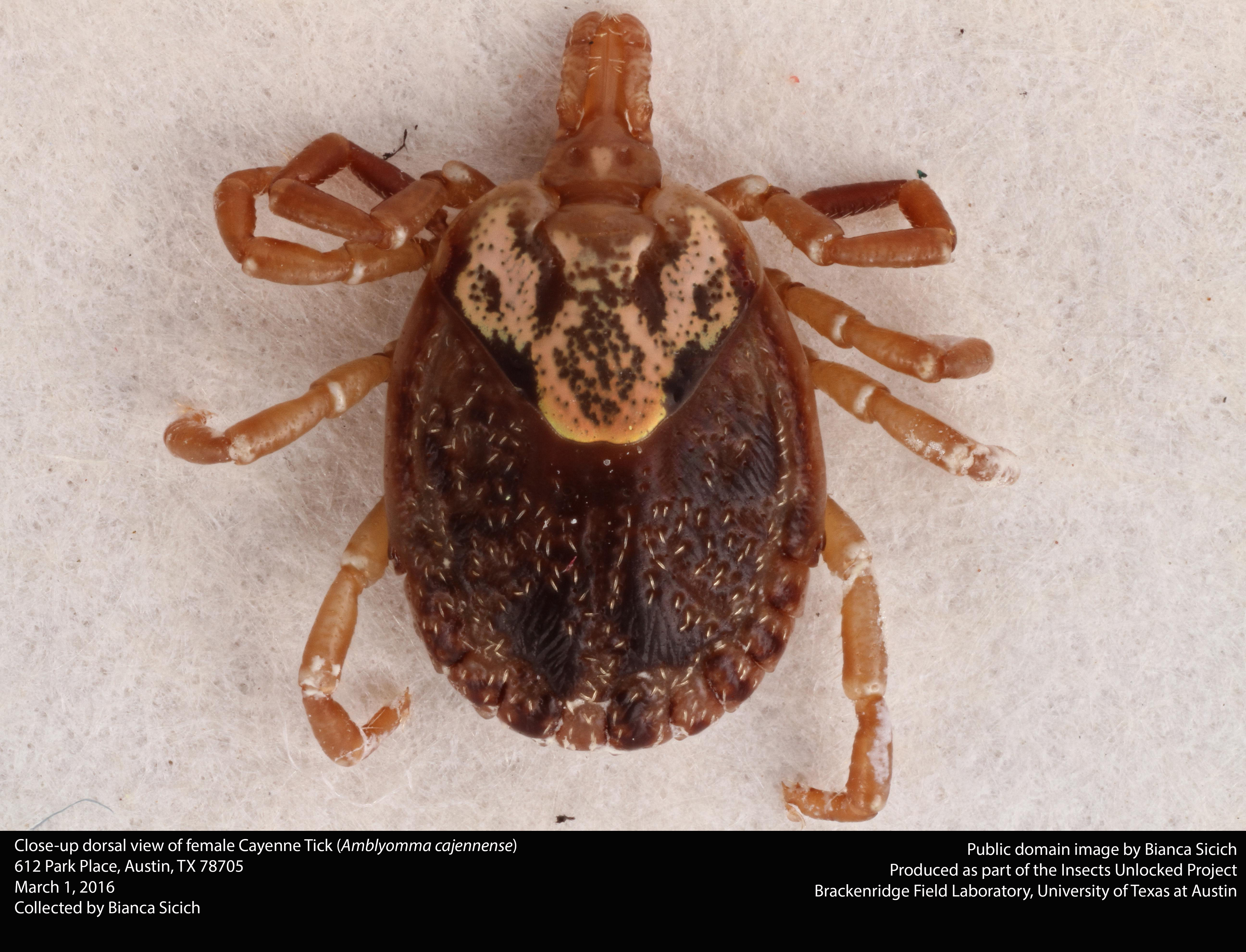